# Roberto González (autocoureur)

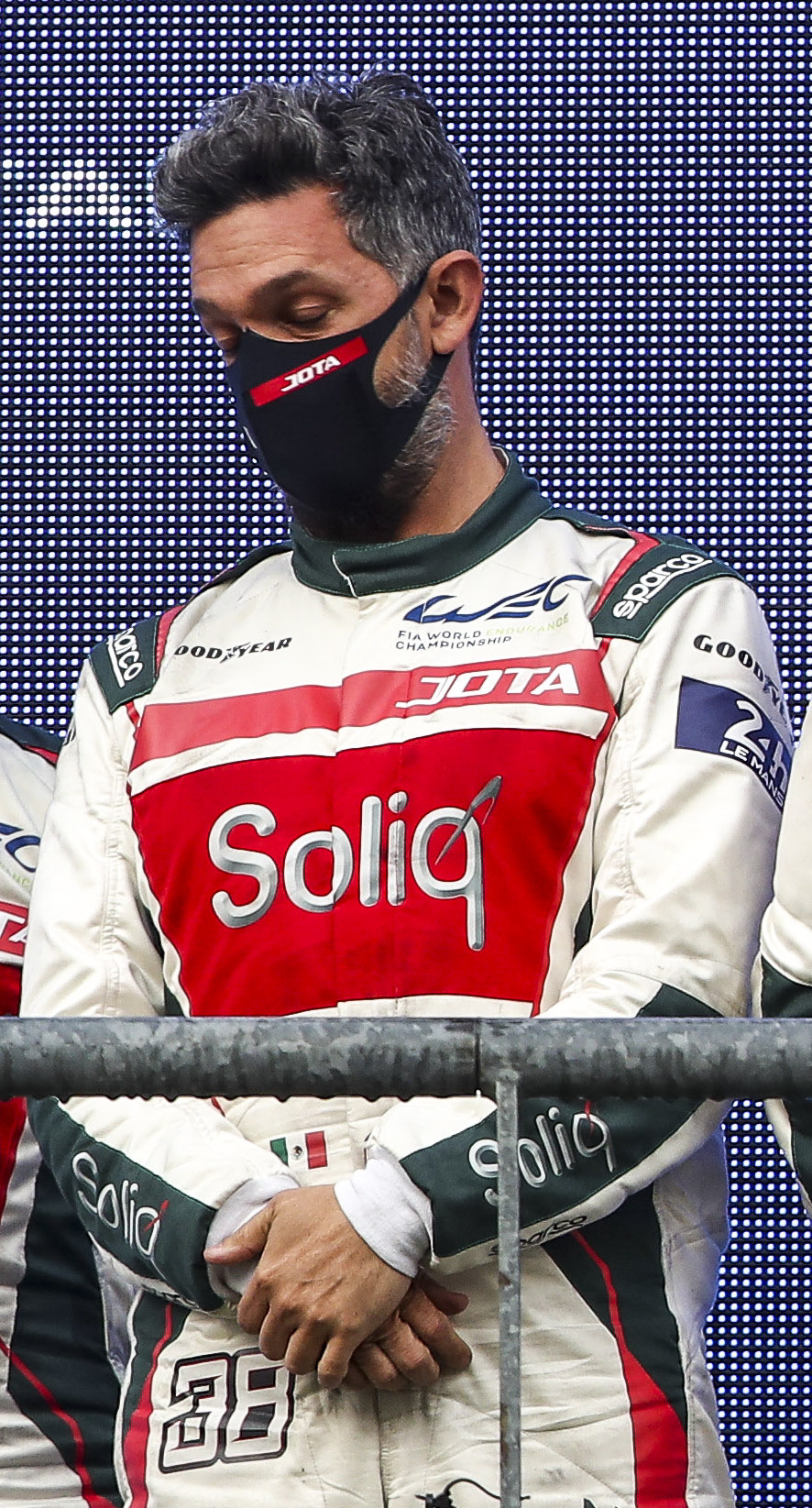
Roberto González

Roberto González Valdez (Monterrey, 31 maart 1976) is een Mexicaans autocoureur. Zijn broer Ricardo González is eveneens autocoureur.

## Carrière
González begon zijn autosportcarrière in 1995 in het Mexicaanse Formule 3-kampioenschap. In 1998 kwam hij uit in één race van de Latijns-Amerikaanse versie van de Indy Lights. In 2001 reed hij voor het eerst in een serieus kampioenschap, de Formule Chrysler Euroseries, waarin hij samen met zijn broer Ricardo uitkwam voor het team Alpie Motorsport. Hij won twee races op de A1 Ring en het Circuito Permanente del Jarama en eindigde zo achter Ricardo van der Ende als tweede in het kampioenschap met 106 punten.
In 2002 kwam González uit in de World Series by Nissan bij het team GD Racing. Hij kende een moeilijk seizoen, waarin een achtste plaats op het Circuit Ricardo Tormo Valencia zijn beste resultaat was. Uiteindelijk eindigde hij met 7 punten als 22e in de eindstand.
In 2003 reed González twee races in de Champ Car. Hij reed de seizoensopener op het Stratencircuit Saint Petersburg voor het team Dale Coyne Racing en op het Autódromo Hermanos Rodríguez voor Herdez Competition als vervanger van Roberto Moreno, die zijn auto afstond om González in zijn thuisrace te laten rijden. Uiteindelijk haalde hij drie punten met een tiende plaats in Mexico als zijn beste resultaat en werd hiermee 24e in het klassement.
In 2004 reed González een volledig seizoen in de Champ Car bij het team PKV Racing. Met een zevende plaats op Cleveland als beste resultaat eindigde hij op de vijftiende plaats in het kampioenschap met 136 punten.
Na zijn avontuur in de Champ Car duurde het tot 2012 tot González weer terugkeerde in de autosport. Hij reed de races op de Sebring International Raceway, Laguna Seca en Road America in de LMPC-klasse van de American Le Mans Series bij het team RSR Racing. Hij behaalde één podiumplaats op Laguna Seca en werd met 38 punten dertiende in het kampioenschap. Tevens nam hij dat jaar deel aan één race in de LMP2-klasse van het FIA World Endurance Championship (WEC) voor Greaves Motorsport op het Autódromo José Carlos Pace als vervanger van zijn broer Ricardo.
Na opnieuw een lange pauze keerde González in 2016 terug in de LMP2-klasse van het WEC tijdens zijn thuisrace op het Autódromo Hermanos Rodríguez bij Greaves en eindigde de race als vijfde. Tevens mocht hij in de laatste twee races op het Shanghai International Circuit en het Bahrain International Circuit instappen bij het team van Manor. In 2017 kwam hij fulltime uit in het kampioenschap bij Manor, waarbij hij de auto deelde met Simon Trummer en Vitaly Petrov.